# Iglesia de Nuestra Señora de las Nieves (Praga)

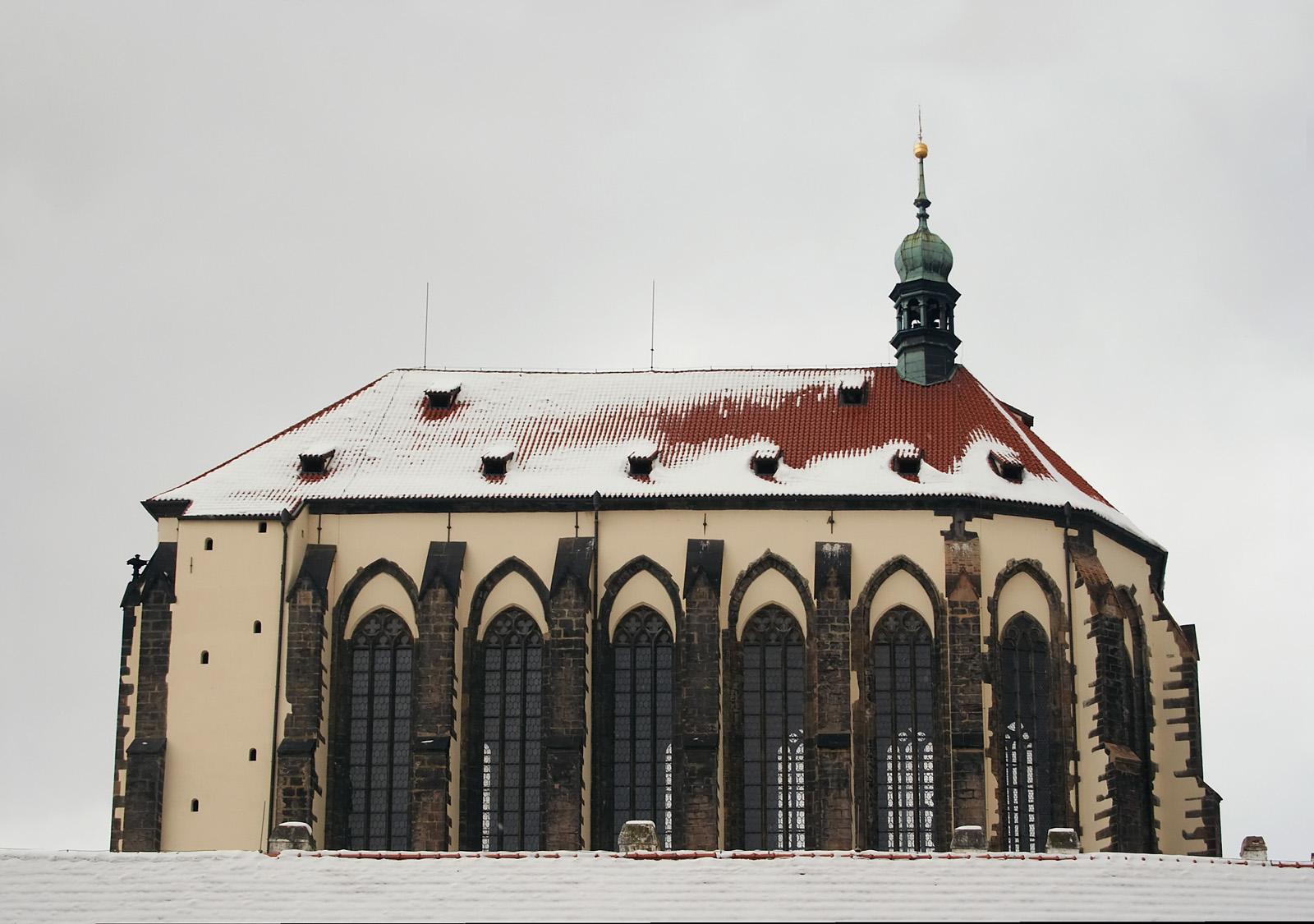
Iglesia de Nuestra Señora de las Nieves

La iglesia de Nuestra Señora de las Nieves (en checo: Panny Marie Sněžné) es una iglesia de Praga que se encuentra en el distrito de Nové Město, cerca de la plaza Jungmann. Esta iglesia tiene una de las bóvedas más altas de Praga (34 m). Se supone que fue la segunda iglesia más grande de Praga (después de la catedral de San Vito), pero no se completó. La forma actual consiste solo en el presbiterio gótico de la iglesia, que sirve como iglesia de los franciscanos. Se puede acceder a la nave norte desde la esquina este de la plaza Jungmann a través de la puerta que originalmente conducía al cementerio detrás de la iglesia.

## Historia
La iglesia, junto con un monasterio de la orden carmelita, fue fundada en 1347 con motivo de la coronación del emperador Carlos IV y de su esposa Blanca Margarita de Valois. Los carmelitas eran una orden mendicante desde 1245, lo que significaba que no se les permitía poseer tierras. Por ello no tenían fuentes para construir la iglesia. Carlos IV les donó una gran parcela, que podrían alquilar parcialmente, y la madera que se había utilizado para construir su sala de coronación. Esto, junto con las contribuciones de los ciudadanos de Praga, fue suficiente para construir la parte actualmente visible del edificio. La construcción de la iglesia se retrasó por problemas de fondos.
Se construyó primero una iglesia más pequeña —cuyos restos aún se pueden ver en el lado norte del coro— pero Carlos quería construir una importante iglesia en el nuevo barrio que se suponía que superaría a la catedral de Praga. El nombre de la iglesia hace referencia al milagro que tuvo lugar en Roma en el siglo IV, cuando, según la leyenda, la Virgen se apareció al Papa en un sueño y le pidió que construyera una iglesia donde hubiera nevado en agosto. Tras finalizar el claustro probablemente en 1379 comenzó la construcción de una basílica de tres naves, que con una longitud prevista de más de 100 m que habría excedido a la catedral de San Vito. En 1397, sin embargo, solo se pudo completar el presbiterio, que con 39 m era el más alto de la ciudad. En el lado norte, una puerta con frontón del siglo XIV decoraba la entrada al cementerio del monasterio anexo.
A principios del siglo XV, la iglesia era un centro del ala radical del movimiento husita y el lugar de actividad del predicador Jan Želivský. Desde esta iglesia comenzó en 1419 la marcha armada hacia el nuevo Ayuntamiento, que acabará con la primera defenestración de Praga. Želivský fue ejecutado el 9 de marzo de 1422 en el casco antiguo y fue enterrado en su iglesia.
La construcción de la nave, que ya había comenzado, fue interrumpida por las guerras husitas; la iglesia sufrió graves daños —la torre ya terminada fue destruida— y los monjes locales abandonaron el monasterio. La iglesia cayó en mal estado a finales del siglo XVI.
En 1603 la iglesia pasó a manos de los franciscanos, a quienes el emperador y rey de Bohemia Rodolfo II les cedió la iglesia. La restauraron, reconstruyendo las bóvedas del techo previamente derrumbado, ahora más bajas y con una bóveda reticulada en el estilo renacentista. También se derribaron los paneles de las ventanas, se instaló una nueva tracería simplificada y se erigió una nueva pared frontal en el oeste. Unos años más tarde, la iglesia recibió un altar mayor monumental en estilo barroco temprano, el altar más alto de Praga, decorado con un crucifijo y numerosas estatuas de santos.. Al mismo tiempo, el antiguo edificio del monasterio en el lado sur recibió su actual exterior barroco. Sin embargo, se han conservado las bóvedas góticas de la bodega «U Františků» en el jardín del antiguo monasterio franciscano. Partes de los naves laterales norte y sur que se habían iniciado se sustituyeron por las capillas barrocas en la explanada. La decoración interior es casi toda barroca, a excepción de la pila bautismal de peltre que data de alrededor de 1450.
En 1611, durante la incursión del ejército de Passau, catorce monjes murieron, cuando una chusma de la ciudad de Praga atacó y saqueó el monasterio. Esos monjes son conocidos como los «Catorce Mártires de Praga». Fueron beatificados en 2012.

## Arquitectura

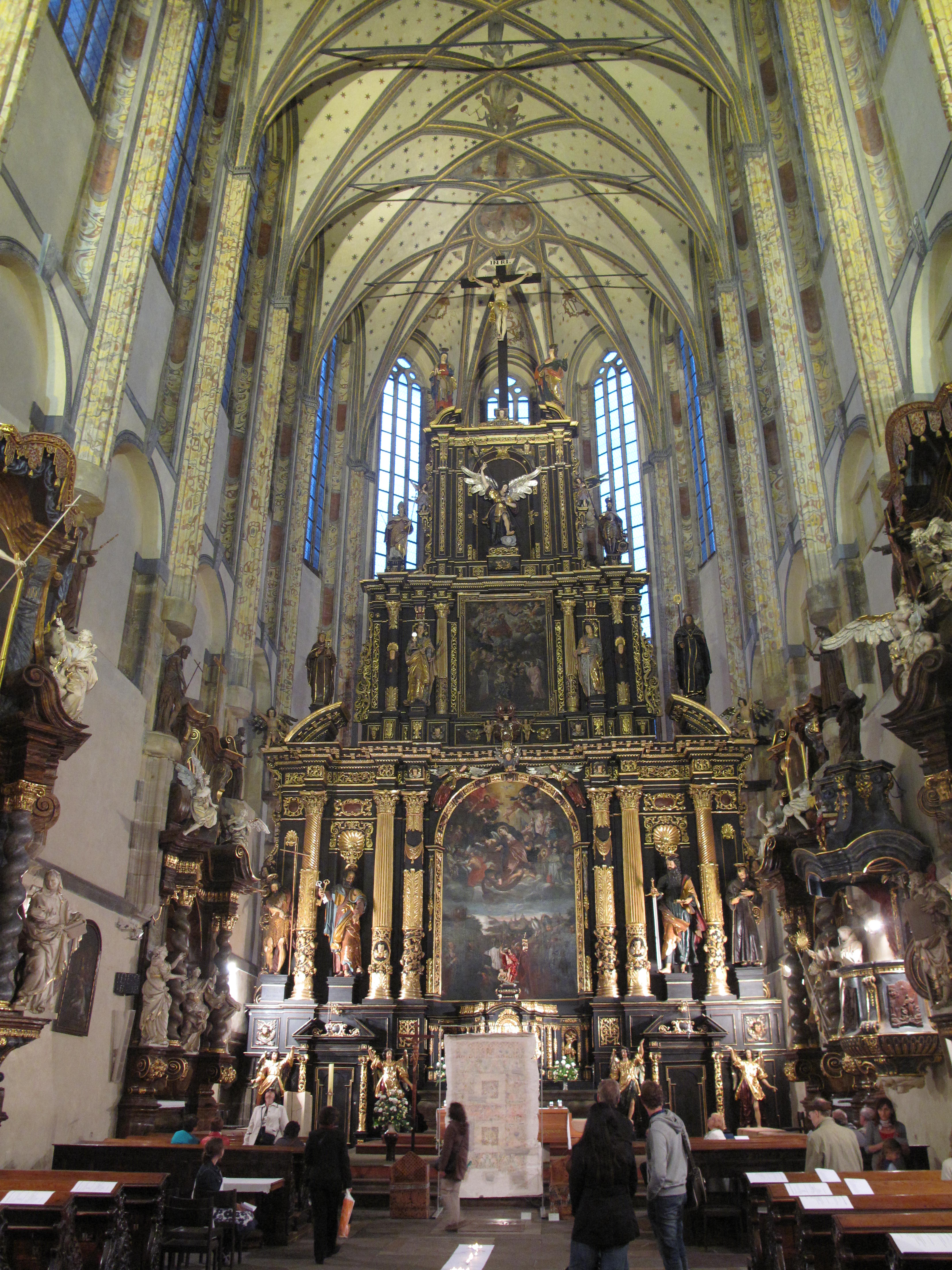
El interior de la iglesia con el altar mayor barroco.

Según las últimas campañas arqueológicas de la década de 1980 y la documentación contemporánea conservada, la iglesia debía tener unos 110 metros de largo. (en comparación, la mayor catedral gótica de la ciudad, la catedral de San Vito, tiene 124 metros de largo). Lo que significa que hoy en día ocuparía toda el área de la plaza Jungmann, casi llegando al edificio del palacio Adria en el lado opuesto de la plaza. La única parte que se construyó según los planos fue el presbiterio con dos pequeñas naves y un gran campanario en el lado occidental de la nave norte.
La construcción de la torre se inició a principios del siglo XV. Fue gravemente dañada durante las guerras husitas. También una gran campana que fue derribada. En 1683 se derrumbó. La existencia de esta torre se puede comprobar por sus restos que se pueden encontrar en la iglesia. En la esquina más occidental de la nave norte, hay restos de unos 2 metros de ancho y 1 metro de alto de los gruesos muros de la torre y de una escalera de caracol.
La nave lateral norte se conserva parcialmente. El techo y las bóvedas colapsaron hace mucho tiempo, pero los muros exteriores con los restos de las bóvedas y las ventanas aún son visibles. Aparentemente, la a nave lateral se construyó según un principio diferente al del presbiterio principal. La diferencia más obvia está entre el sistema y el ritmo de las ventanas y el sistema de contrafuertes. Los muros del presbiterio fueron diseñados como un sistema estructural, yendo las ventanas casi de un pilar al siguiente que proporcionaba una gran cantidad de luz en el interior del presbiterio; en cambio, las ventanas de la nave lateral son relativamente más pequeñas y no llenan todo el espacio entre los pilares. Los pilares del presbiterio principal tampoco interactúan lógicamente con el espacio interior de la nave lateral. Esto fue causado por los cambios en los planos entre las dos fases de construcción de la nave y el presbiterio alrededor de 1379. Los constructores decidieron hacer el presbiterio más alto, lo que ocasionó la ampliación del sistema de contrafuertes.
Sobre el portal norte, la entrada a la nave lateral, hay un tímpano con un relieve de mediados del siglo XIV de particular importancia en términos de historia del arte: representa a Dios Padre, Jesucristo y el Espíritu Santo y se le conoce como el Trono de la Sabiduría Divina. Se suponía que ese tímpano se colocaría en el portal de la iglesia original, que nunca se construyó. El original se encuentra ahora en la Galería Nacional de la República Checa en el Monasterio de San Jorge. Muestra un propiciatorio en la parte superior y debajo una coronación de María (probablemente no originalmente). Las figuras auxiliares son probablemente la representación del rey Juan de Luxemburgo con un escudo de león y de Carlos IV como margrave de Moravia .
Además, la bóveda del presbiterio principal no es la original. La bóveda gótica original, que era incluso más alta que la actual, ya estaba completamente destruida a finales del siglo XVI. En el siglo XVII la iglesia fue abovedada por los franciscanos. Junto con la construcción de la nueva bóveda renacentista, el abovedado de las ventanas se rebajó, lo que aún se pueden ver desde el exterior.
Durante el Renacimiento también se construyó un nuevo portal y sobre él, entre dos ventanas góticas, hay un mosaico de Nuestra Señora de las Nieves. Sobre el mosaico hay un rosetón gótico.
El interior se modificó considerablemente durante la época barroca. El más importante es un altar de columnas del barroco temprano de 29 metros de altura. En su parte superior hay estatuas de la Virgen María y de Juan Evangelista crucificado. Fue realizado entre 1649 y 1651 por un artista desconocido. El cuadro de la parte inferior del altar fue pintado por Antonín Stevens.

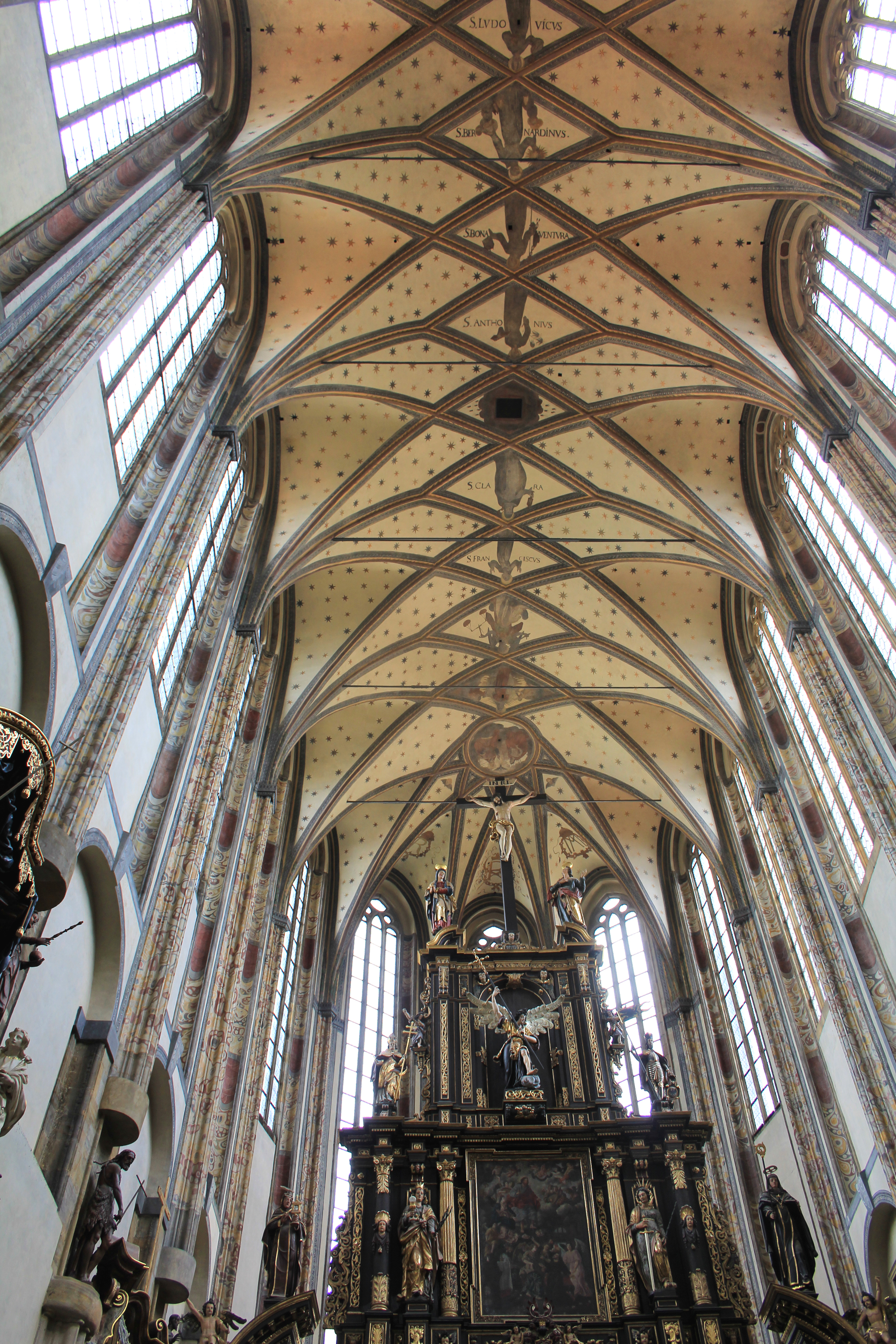
Iglesia de Nuestra Señora de las Nieves - bóveda

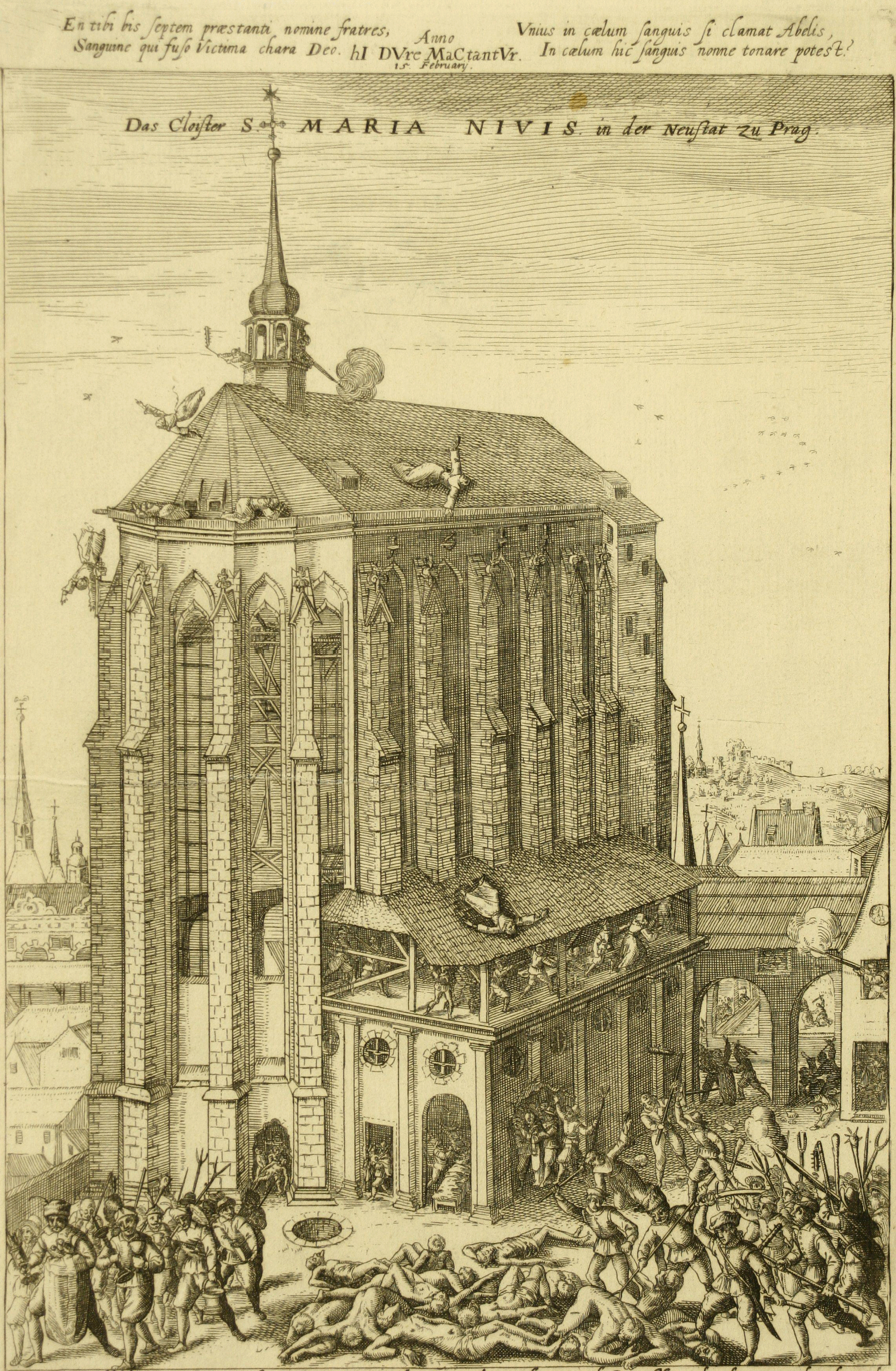
Grabado del siglo XVI, durante una revuelta husita
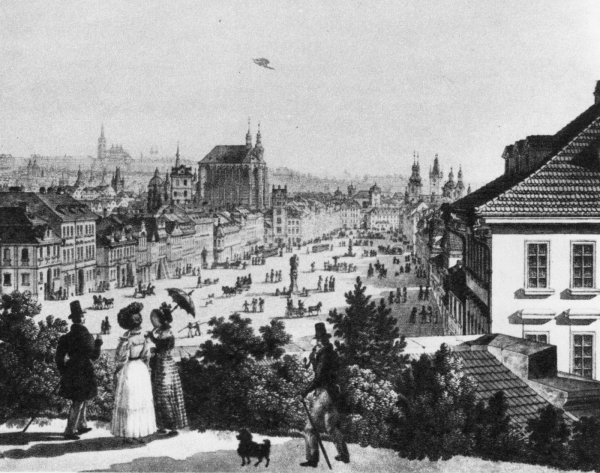
Panorama de Praga en el siglo XIX, con la iglesia al fondo
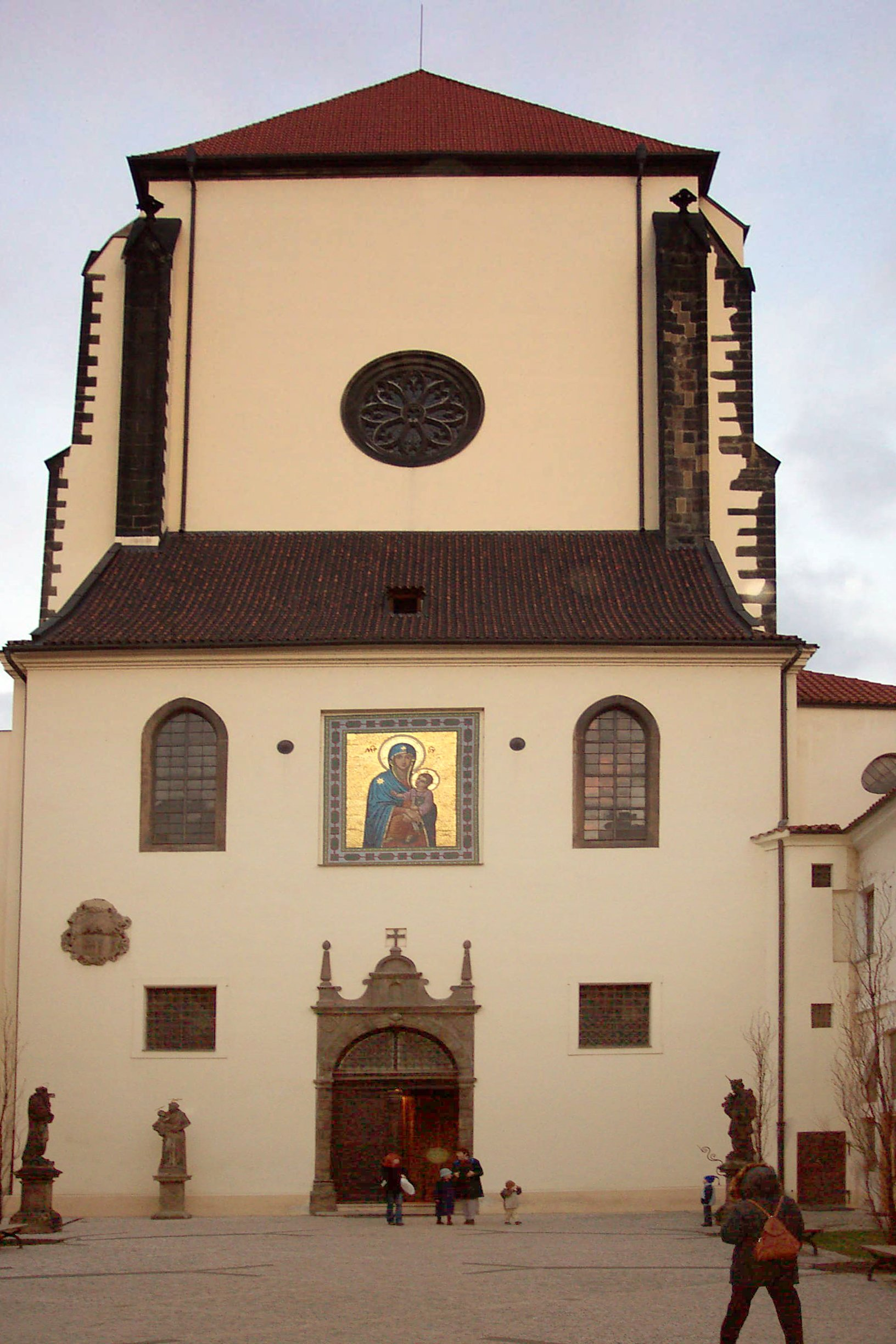
Fachada renacentista
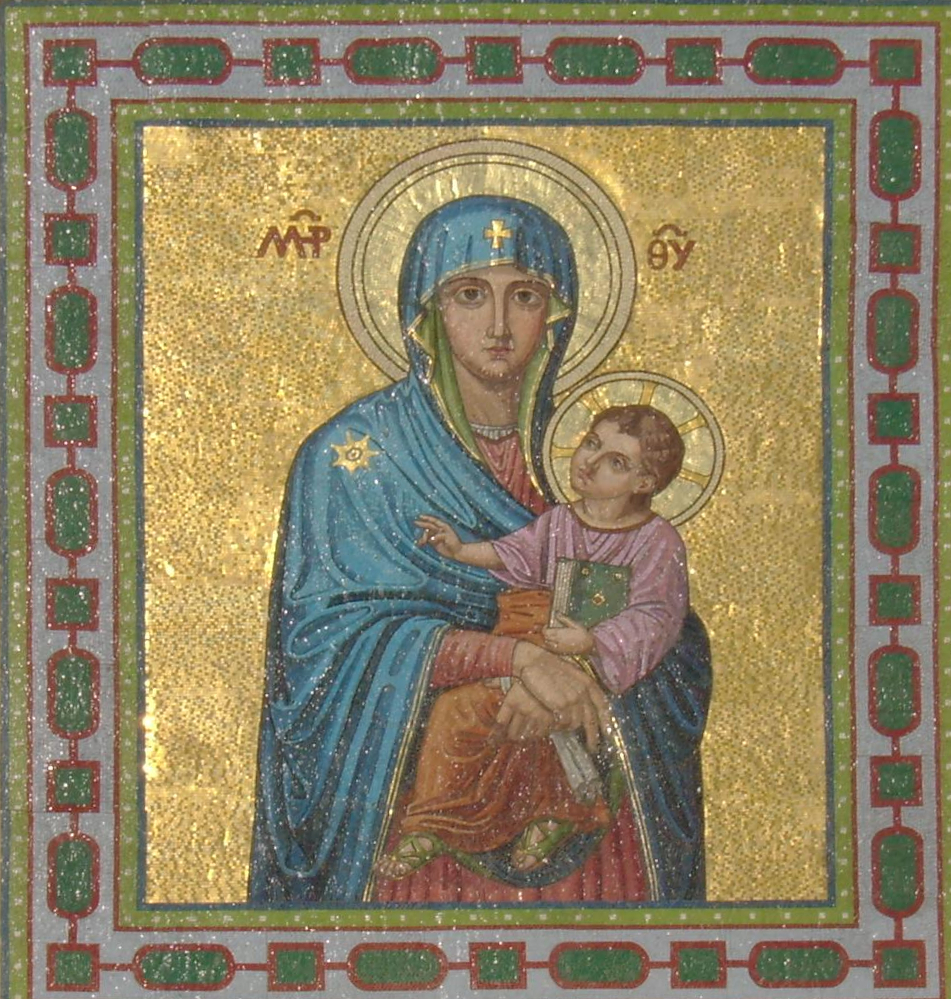
Mosaico de la Virgen y el Niño del siglo XX
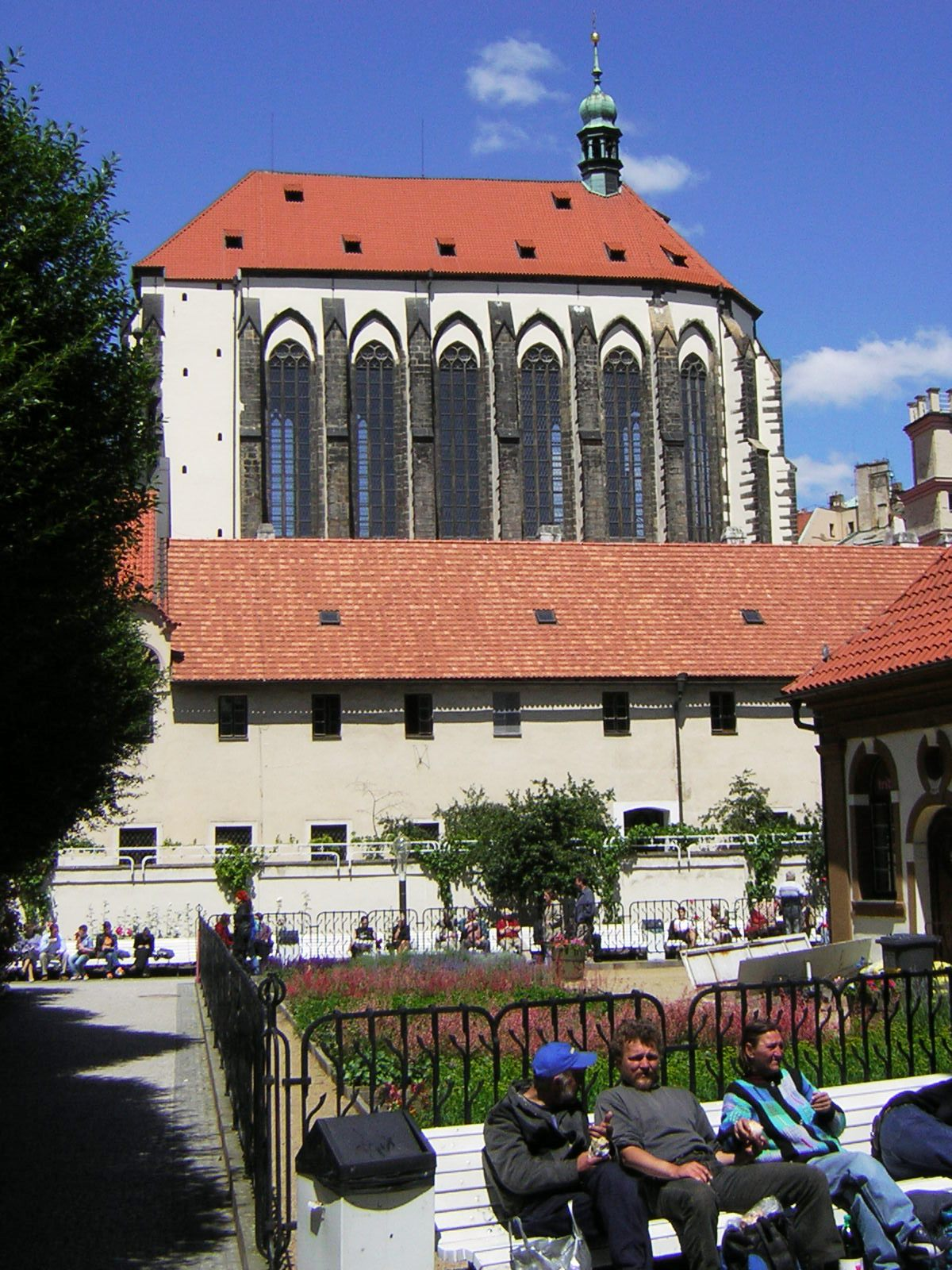
La Iglesia